# Maria Walliser
Maria Walliser, švicarska alpska smučarka, * 27. maj 1963, Mosnang, Švica.
Maria Walliser je ena najuspešnejših švicarskih alpskih smučark. Nastopila je na dveh zimskih olimpijskih igrah in osvojila srebrno medaljo v smuku ter bronasti medalji v kombinaciji in veleslalom. Na svetovnih prvenstvih je osvojila dva naslova prvakinje v smuku in enega v superveleslalomu ter bronasto medaljo v veleslalomu. V svetovnem pokalu je osvojila dva velika kristalna globusa za zmago v skupnem seštevku svetovnega pokala, pet malih kristalnih globusov za zmago v seštevku posamičnih disciplin ter 25 zmag in 72 uvrstitev na stopničke. 